# Shinya Nakamura
Shinya Nakamura (仲邑 信也?, Nakamura Shin'ya; Osaka, 10 aprile 1973) è un giocatore di go giapponese.

## Biografia
Nakamura divenne professionista presso la Nihon Ki-in nel 1991 sotto la tutela di Yorimoto Yamashita. Nel 2012 ha raggiunto il grado massimo di 9º dan.
Il punto più alto della sua carriera è stata la vittoria al NEC Shun-Ei nel 1998.
È il padre e l'insegnante di Sumire Nakamura, anche lei giocatrice professionista di Go.

## Titoli
| Nazionali   | Nazionali | Nazionali |
| Torneo      | Vittorie  | Finalista |
| ----------- | --------- | --------- |
| NEC Shun-Ei | 1 (1998)  |           |
| Shinjin-O   |           | 1 (1996)  |
| Totale      | 1         | 1         |